# Pallisentis (Pallisentis) clupei
Pallisentis (Pallisentis) clupei is een soort haakworm uit het geslacht Pallisentis. De worm behoort tot de familie Quadrigyridae. Pallisentis (Pallisentis) clupei werd in 1980 beschreven door S. P. Gupta.